# Galmudug
Galmudug ist ein Bundesland innerhalb der Bundesrepublik Somalia. Es versteht sich als autonomer Bundesstaat Somalias und nimmt am politischen Leben auf Bundesebene teil.

## Lage
Aufgrund der Entwicklungen im somalischen Bürgerkrieg ist unklar, welche Gebiete unter der Regierung Galmudugs stehen. Zentrum Galmudugs ist die südliche Hälfte der Stadt und des Distrikts Gaalkacyo in der Verwaltungsregion Mudug. Ebenfalls zu Galmudug gehören weitere Gebiete in den Regionen Mudug und Galguduud. Im Norden grenzt Galmudug an Puntland, im Westen an Äthiopien, im Süden an den Himan and Heeb State und im Osten an den Indischen Ozean.

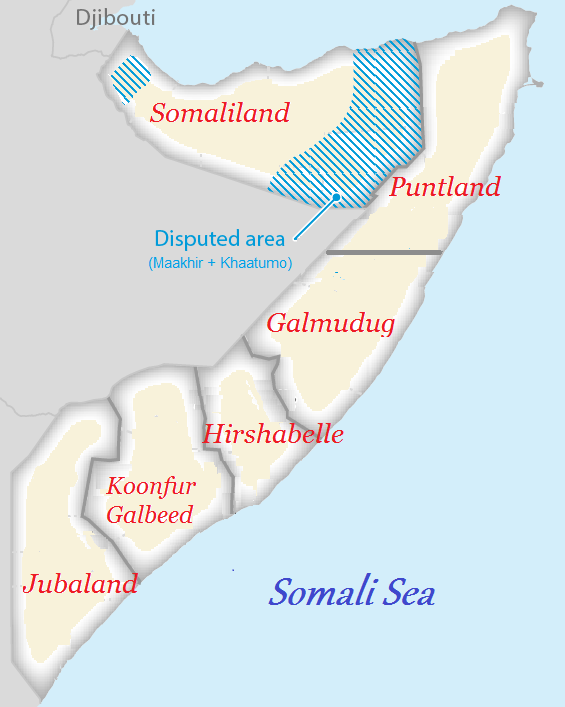
Karte der politischen Lage in Somalia

Der Name Galmudug setzt sich aus Galguduud und Mudug zusammen.

## Geschichte
Clan-Älteste der Sacad, eines Unterclans der Habar Gidir-Hawiya, trafen den Entscheid zur Unabhängigkeits- bzw. Autonomieerklärung am 14. August 2006. Abdi Qeybdiid wurde zum Anführer der Streitkräfte (Galmudug Defence Force) und Mohammed Warsame Ali zum Präsidenten ernannt.
Von Süden her wurde Galmudug im Oktober und November 2006 von der Union islamischer Gerichte bedrängt und es kam zu Kämpfen um Abudwak und Bandiradley. Mit Unterstützung von Puntland und Einheiten des angrenzenden Äthiopiens konnte Galmudug die Islamisten schließlich zurückdrängen. Am 10. November 2006 ersuchte Galmudug das ebenfalls international nicht anerkannte Puntland darum, Truppen aus dem Gebiet Galmudugs abzuziehen.
Im März 2011 erklärte Johnnie Carson, der für Afrika zuständige Unterstaatssekretär im US-Außenministerium, dass die USA in Zukunft lokale Gruppierungen, deren Führung für Stabilität und Wohlstand sorgten und sich dabei von Islamisten abgrenzen, unterstützen wollen und nannte dabei als Beispiel Galmudug.
Im Februar 2011 beschlossen die Regierungen von Galmudug und Puntland, künftig in Sicherheits-, Wirtschafts- und Sozialfragen zu kooperieren. Die Zusammenarbeit zwischen den beiden historisch oft verfeindeten Regionen verläuft jedoch nicht reibungslos – so beschwerte sich der puntländische Gouverneur von Mudug etwa im Sommer 2013 darüber, dass Kriminelle Verbrechen im von Puntland kontrollierten Norden der Grenzstadt Gaalkacyo begehen und anschließend in den galmudugischen Teil der Stadt fliehen würden, wo sie nicht bekämpft würden.
Am 1. August 2012 wählte das 25-köpfige Parlament Galmudugs General Abdi Hasan Awale Qeybdiid zum neuen Präsidenten des autonomen Staats. Er erhielt 20 Stimmen, sein Gegenkandidat Abdisamad Nur Guled nur eine. Qeybdiid versprach, für eine Verbesserung der Sicherheitslage und der Beziehungen zu den benachbarten Regionen und den Bundesinstitutionen zu sorgen. Der bisherige Präsident kündigte an, die Wahl nicht anzuerkennen, und meinte, sein Auslandsaufenthalt aus medizinischen Gründen sei ausgenutzt worden.
In den letzten Jahren bemühte sich Galmudug darum, von der Bundesregierung Somalias als autonomer Bundesstaat anerkannt zu werden. Artikel 49 der neuen somalischen Verfassung besagt, dass zwei oder mehr Regionen sich zu einem Bundesstaat zusammenschließen dürfen. Dies bezieht sich jedoch auf die zuletzt 1974 definierten Verwaltungsregionen Somalias. Da Galmudug aber die Regionen Mudug und Galguduud nicht vollständig kontrolliert, lehnte die Bundesregierung die Anerkennung bislang ab. Im Juli 2014 einigten sich Vertreter Galmudugs mit dem Himan and Heeb State und der Ahlu Sunna Waljama'a-Miliz, die beide ebenfalls Teile Galguduuds kontrollieren, einen gemeinsamen Bundesstaat zu bilden. Das Vorhaben wurde am 31. Juli in Mogadischu unter Beiwohnung von Vertretern der UNO, EU, Afrikanischen Union sowie des Präsidenten und des Premierministers Somalias formalisiert. Der neue Bundesstaat soll von einem Komitee vorbereitet werden und sollte ursprünglich die beiden kompletten Regionen Mudug und Galguduud umfassen. Als Reaktion auf dieses Vorgehen brach Puntland alle Beziehungen zur Zentralregierung Somalias ab. Die Bildung des neuen Bundesstaates ignoriere Puntlands Ansprüche auf den Norden Mudugs und widerspräche mehreren Artikeln der Verfassung. Im Oktober verständigten sich Puntland und die Bundesregierung in einer Vereinbarung darauf, dass der Norden Mudugs nicht Teil des neuen Bundesstaates werde.
Seit April 2015 sind sechs Komitees im Amt, die die Gründung des Bundesstaates überwachen sollen. Gleichzeitig begann eine Konferenz in Adado, auf der Delegierte einen Regionalpräsidenten wählen sollen. Wie der somalische Präsident Hassan Sheikh Mohamud bekannt gab, soll Dhuusamarreeb die Hauptstadt des Bundesstaates werden.
Der Vereinigungsprozess verlief nicht ohne Hindernisse, so lehnten ihn Teile der Sufi-Miliz Ahlu Sunna Waljama'a (ASWJ) ab und verkündeten, der Signatant der Miliz könne diese gar nicht vertreten. Von Oktober bis Dezember 2014 kontrollierten diese Teile von ASWJ die Stadt Guriel und lieferten sich Feuergefechte mit der somalischen Armee. Im Juni 2015 nahm die Gruppe sogar die designierte Hauptstadt des neuen Bundesstaates, Dhuusamarreeb, ein. Am 4. Juli 2015 wurde Abdikarim Hussein Guled zum Präsidenten des Bundesstaates Galmudug gewählt, welcher nun laut seiner vorläufigen Verfassung die kompletten beiden Regionen Galgadud und Mudug umfasst (inklusive der vormaligen Territorien von Himan & Heeb sowie Ahlu Sunna Waljama'a). ASWJ erklärte drei Tage zuvor Mohamed Shakur Ali Hassan zum Präsidenten ihrer Gegenregierung.
Im Dezember 2017 unterzeichneten die Regierung von Galmudug und die Spitze von ASWJ ein Abkommen zur Machtteilung und der Beteiligung von ASWJ-Anführer Scheich Mohamed Shakir an der Regierung. Die bewaffneten Mitglieder der ASWJ sollen in die Armee Somalias integriert werden.